# Anata no Soba de
Singles de Crystal Kay
Konna ni Chikaku de...
(2007) Namida no Saki ni
(2008)
Anata no Soba de est le 22e single de la chanteuse Crystal Kay sorti sous le label Sony Music Entertainment Japan le 16 mai 2007 au Japon. Il atteint la 30e place au classement de l'Oricon. Il se vend à 4 059 exemplaires et reste classé quatre semaines pour un total de 7 084 exemplaires vendus.
Anata no Soba de a été utilisé comme thème musical pour promouvoir MENARD's FACIAL SALON, des salons de produits cosmétiques. Elle se trouve sur l'album All Yours et sur la compilation Best of Crystal Kay.

## Liste des titres
| 1. | Anata no Soba de (あなたのそばで) | Nishida Emi | Fukuyama Yasushi | 4:31 |